# Општина Платонешти (Јаломица)
Платонешти (рум. Platoneşti) општина је у Румунији у округу Јаломица.
Oпштина се налази на надморској висини од 10 m.

## Становништво

### Хронологија
| Година       | 2005 | 2006 | 2007 | 2008 | 2009 | 2010 | 2011 | 2012 | 2013 | 2014 | 2015 | 2016 | 2017 |
| ------------ | ---- | ---- | ---- | ---- | ---- | ---- | ---- | ---- | ---- | ---- | ---- | ---- | ---- |
| Становништво | 1847 | 1890 | 1962 | 1970 | 1980 | 1976 | 1973 | 1965 | 1974 | 1950 | 1939 | 1904 | 1918 |